# Jean-François de Chamillart
Jean-François de Chamillart (auch: Chamillard) (* 1657 in Paris; † 15. April 1714 ebenda) war ein französischer Bischof und Mitglied der Académie française.

## Leben und Werk
Jean-François Chamillart war der jüngere Bruder des Finanz- und Kriegsministers Michel Chamillart. Er schlug die geistliche Laufbahn ein und wurde an der Sorbonne zum Doktor der Theologie promoviert. Ab 1687 war er Kommendatarabt der Abtei Fontgombault, ab 1702 der Abtei Saint-Pierre in Baume-les-Messieurs. 1692 wurde er vom König zum Bischof von Dol (in Dol-de-Bretagne) ernannt, womit der Grafentitel verbunden war. 1702 wechselte er in das Bistum Senlis. Zur gleichen Zeit wurde er wegen der Eloquenz seiner Hofpredigten in die Académie française (Sitz Nr. 18) gewählt. Seine lange Dankesrede, in der er unmissverständlich klarstellt, dass er als Bischof von Senlis für die Akademie keine Energien frei hat, ist das einzige literarische Zeugnis, das er hinterließ. Am Hof war er Erster Almosenier der Maria Adelaide von Savoyen. Er starb im Alter von 57 Jahren und wurde in der Kathedrale von Senlis beigesetzt.